# Lisica Zvitorepka
Lisica Zvitorepka je glavni literarni lik v knjigi z naslovom Lisica Zvitorepka, ki jo je napisal Josip Brinar.

## Vsebina
V temnem gozdu je kraljeval mogočen kralj Miroljub, ki je postavil zakon o medsebojnem spoštovanju živali v gozdu. To je pomenilo, da nobena od živali ni smela ogrožati druge. To postavo so živali spoštovale, saj so se bale kraljeve jeze. Zgodilo pa se je, da je kralj Miroljub postal otožen in nihče ga ni mogel razvedriti. Ni se več zanimal za stvari okoli njega in tatvine, hinavščina ter zloba so se zopet razširile med gozdnimi živalmi. Najpredrznejša tatica med vsemi v gozdu pa je bila lisica Zvitorepka.
Lisica Zvitorepka je bila nekega jutra strašno lačna, zato se je odpravila iskat hrano. Šla je do petelinčka Petra, ki je živel skupaj z drvarjem in mačkom Krnjavom na robu temnega gozda. Peter je bil velikokrat sam doma in za lisico je bil mladi naivni petelinček lahek plen. Ni poslušal Krnjavovih svaril, ampak je lisici odprl vrata. Ta ga je pohrustala s kostmi vred.
Naslednjega jutra je bila lisica spet lačna, zato je odšla na dvorišče. kjer sta prebivala stara Kokodajsa in petelin Grebenjak. Lisica je petelinu sladko prigovarjala, da je prišel bližje k njej, nato pa ga pograbila in v gobcu odnesla v gozd. Ker pa je bil petelin bister, je lisico ukanil in ji ušel na vejo bližnje breze.
Lisici ta dan res ni bil naklonjen, saj sta njene zlobne naklepe prepoznala tudi sinica ter maček Krnjav in ji namenila zasluženo kazen za njeno hudobijo.
Lisica se je spoprijateljila tudi z volkom Lakotnikom. Skupaj sta lovila, a volk je nemalokrat potegnil ta kratko.
Kjer sta se stikala gozd in pustopoljina, je stala ogromna skala, imenovana Matjaževa peč. Tam sta nekega dne sedela kralj Miroljub in kraljica Krunoslava. Mimo sta prišla Zvitorepka in jazbec Dremuh. Kraljica je velela lisici, naj pride bliže in s svojo zgodbo razvedri kralja. Čeprav nerada je Zvitorepka kralju povedala pripovedko. Kralja je s svojim pripovedovanjem zelo nasmejala. Bila pa je zvita in je levu dejala, da zadnje čase res slabo izgleda in da bi po njenem za zdravje potreboval tudi kakšen košček mesa, pa čeprav bi bilo to v nasprotju z zakonom, ki ga je postavil. Po prigovarjanju je lev popustil in lisico, skupaj z medvedom Miškom in volkom Lakotnikom, poslal po nekaj mesa za veličanstvo. Trojica je skupaj ugnala pastirja in kralju prinesla bika. Zapletlo se je pri delitvi plena, saj je volk želel zase najboljši del, a je zaradi požrešnosti ostal praznih rok, lisica pa je bila na koncu tista, ki se je  kralju Miroljubu z mojstrsko delitvijo hrane celo prikupila.
Lisica je bila tako zelo priljubljena pri levu, vendar pa so kmalu po tem dogodku h kralju pričele prihajati gozdne živali. Vsaka izmed njih je imela pritožbo zoper Zvitorepko. Ker kralj vsega ni mogel več poslušati, je odločil, da bo na dvoru priredil veliki zbor. Živali so prišle od vsepovsod in se pritoževale nad lisičino hudobijo, hinavščino in zlobo. Lev jih je poslušal, nato pa počakal z obtožbo, saj so bili njegovi svetovalci mnenja, da je potrebno slišati tudi drugo plat zgodbe. Sklenili so, da na dvor privedejo lisico.
Naprej je šel ponjo medved Miško, nato pa še maček Krnjav, vendar sta se ob vrnila na dvor z buškami - a brez lisice. Miroljub je postal jezen in je poslal ponjo še jazbeca Dremuha, ki je dosegel, da je lisica z njim prišla na dvor. Tam so Zvitorepko navkljub besedičenju in izgovarjanju obsodili na smrt z obešanjem. Ko je lisica skoraj že stala na kraju usmrtitve, se je spomnila zvijače. Kraju je povedala izmišljeno zgodbo o skritem zakladu in mu obljubila, da bo zanj odšla to dragocenost iskat.
Miroljub jo je oprostil vsakršnega zločina. Z zajcem Plahunom in ovnom Belinom je odšla do svoje lisičine, imenovane Huda luknja. V svojem brlogu je z zvijačo požrla Plahuna, zajčevo glavo pa nato po naivnem ovnu poslala na dvor. Ko je kralj uvidel, kaj se je zgodilo, je pobesnel in zahteval, da naj Zvitorepko ubijejo. Lisica pa je imela na dvoru prijatelja jazbeca Dremuha. Ta je takoj stekel k Zvitorepki in jo prepričal, naj pride pred dvor in se zagovarja. Lisico je tokrat le malo stisnilo pri srcu, saj je doma imela tri mladičke, vendar pa je premagala strah in z jazbecem odšla na dvor.
Kralj je robantil in lisico želel takoj ubiti, a Zvitorepka je tudi tokrat imela srečo. Miroljub je bil namreč bolan in lisica se je domislila zgodbe o prstanu, ki naj bi ga po zajcu in ovnu poslala veličanstvu, da bi ozdravel. Ko je še govorila, je prednjo skočil razburjen volk Lakotnik in Zvitorepko izzval na dvoboj, ki naj bi pokazal, kdo laže in kdo govori resnico. Lisice tudi tokrat sreča ni zapustila in v dvoboju z volkom je zmagala.
Po boju je kralju zaupala skrivni recept, ki naj bi pomagal ozdraviti njegovo bolezen. Lev je ozdravel, nato pa Zvitorepko nagradil z nazivom kraljeve svetovalke.
In tako je lisica navkljub hinavščini, zlobi, laganju in zvijačam odnesla celo kožo, povrhu pa je bila še nagrajena.

## Analiza pravljice
Pravljica se dogaja v živalskem okolju, živali pa imajo človeške lastnosti (personifikacija). Pripovedovalec je tretjeosebni. Književni prostor: temen gozd, vas, kraljevi dvor, lisičina imenovana Huda luknja, vodnjak. Književni čas ni določen.
Književni liki
- glavni: lisica Zvitorepka
- stranski: kralj lev Miroljub, kraljica Krunoslava, petelinček Peter, maček Krnjav, petelin Grebenjak, kokoš Kokodajsa, volk Lakotnik, sinica, medved Miško, jazbec Dremuh, zajec Plahun, oven Belina ...

## Predstavitev lika
Lisica Zvitorepka živi v temnem gozdu, v kraljevini leva Miroljuba. Je zelo pretkana, polna ukan in zvijač, predvsem pa tudi polna hinavščine in zlobe. Je najpredrznejša tatica, davila in ropala je podnevi in ponoči ter bila ena izmed tistih, ki so čas Mirolujbove otožnosti izkoristili sebi v prid. Znaa obračati besede in se dobrikati, s tem pa si velikokrat reši življenje.

## Primerjava z drugimi literarnimi liki
Lisica Zvitorepka je polna ukan, hinavščine in zlobe. Obstaja veliko basni,umetnih in ljudskih pripovedi, kjer nastopa podoben lik.
Nekaj primerov:
- Svetlana Makarovič; Taca muca,
- Svetlana Makarovič;Pod medvedovim dežnikom,
- Andreja Peklar; Mojca Pokrajculja,
- Slovenske pravljice; Ptica, lisica, pes,
- Ljudska; Čudežni mlinček/Zajec in lisica